# David & the Citizens (2006)
David & the Citizens är en självbetitlad samlings-EP av David & the Citizens, utgiven 2006 av Friendly Fire Recordings. Skivan var avsedd för den amerikanska marknaden.

## Låtlista
Alla låtar är skrivna av David Fridlund.
1. "Graycoated Morning"
2. "Now She Sleeps in a Box in the Good Soil of Denmark"
3. "Big Chill"
4. "Let Me Put It This Way"
5. "Summer in No Man's Land"
6. "Let's Not Fall Apart"

### Fotnoter
1. ↑  ”David & the Citizens”. Discogs.com. http://www.discogs.com/David-The-Citizens-David-The-Citizens/release/2085067. Läst 12 januari 2012.